# Fryderyk I Babenberg
Fryderyk I (ur. ok. 1175; zm. 16 kwietnia 1198 w drodze powrotnej z Palestyny) – książę Austrii w latach 1194–1198.

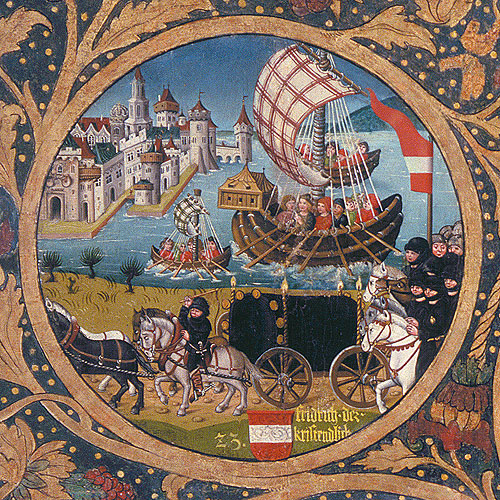
Fryderyk I podczas wyprawy krzyżowej

Fryderyk I był synem księcia Leopolda V. Wziął udział w wyprawie krzyżowej cesarza Henryk VI. Zmarł w drodze powrotnej. Został pochowany w opactwie Klosterneuburg. Fryderyk I nie założył rodziny.